# Baunt
Baunt (ros. Баунт) – słodkowodne jezioro w azjatyckiej części Rosji, w Buriacji.
Leży u południowo-zachodniego podnóża Gór Południowomujskich w kotlinie bauntowskiej, na wysokości 1059 m n.p.m. Powierzchnia 165 km²; długość 16, a szerokość 9 km, głębokość do 33 m, średnio 17 m. Brzegi wysokie, na północnym zachodzie skaliste. W jeziorze żyje ponad 20 gatunków ryb. 
Przez jezioro Baunt przepływa w swoim górnym biegu rzeka Cypa. Na południowym wybrzeżu kurort Baunt. 